# غوستا دونكر
غوستا دونكر (بالسويدية: Gösta Dunker)‏ (16 سبتمبر 1905 - 5 يونيو 1973) لاعب كرة قدم سويدي راحل كان يجيد اللعب في خط الهجوم.
لعب طوال مسيرته الرياضية في نادي ساندفيكين.
شارك مع منتخب السويد في بطولة كأس العالم 1934 في إيطاليا حيث خرج من الدور الربع النهائي.
تولى تدريب نادي أوريبرو (1948-1950).

## وصلات خارجية
- غوستا دونكر على موقع الاتحاد الدولي (مؤرشف)  (الإنجليزية)
- غوستا دونكر على موقع اتحاد السويد (السويدية)
- غوستا دونكر على موقع قاعدة بيانات كرة القدم.إي يو (الإنجليزية)
- غوستا دونكر على موقع ناشيونال فوتبول تيمز (الإنجليزية)
- غوستا دونكر على موقع عالم كرة القدم.نت (الإنجليزية)

- هذا سيرة ذاتية